# Bagrut
Te'udat Bagrut (hebrejsky: תעודת בגרות, doslova „maturitní vysvědčení“) je oficiální název izraelského maturitního vysvědčení, což by nemělo být zaměňováno s univerzitním diplomem nebo vysvědčením, které izraelští žáci dostanou po absolvování dvanáctého ročníku základních škol. Vysvědčení bagrut je podobné české maturitě, britské zkoušce A-level, německé Abitur, či francouzskému Baccalauréat. Vysvědčení dostanou žáci, kteří splní písemné (v některý případech i ústní) zkoušky a získají postupové ohodnocení (více než 55 %) v každé zkoušce.
Okruh otázek a postup při zkoušení je stanoven ministerstvem školství, což dává možnost objektivně zhodnotit a porovnat znalosti studentů v celé zemi.
Následující předměty jsou při bagrutu povinné:
- Tanach nebo křesťanské či islámské texty
- jazyk
  - hebrejština nebo arabská gramatika
  - hebrejština nebo arabský sloh
- angličtina (písemná a ústní)
- matematika
- znalosti národa a státu
  - občanské vědy a vědy zabývající se menšinami
  - dějiny židovského národa
  - světové dějiny
- hebrejská/arabská světová literatura
- přinejmenším jeden volitelný předmět jako geografie, fyzika, chemie, biologie, informatika, arabština, francouzština atd.
- gymnastika

U většiny předmětů si student může zvolit obtížnost, kterou by chtěl podstoupit. Tato úroveň obtížnosti je vyjádřena jako „jednotka studia“ (jehidot limud), od stupně č. 1 (nejméně obtížné) po č. 5 (nejvíce obtížné). Aby student získal „celé“ maturitní vysvědčení, musí alespoň jeden předmět absolvovat podle stupně obtížnosti č. 5 a v souhrnu všech složených zkoušek musí získat alespoň 21 jednotek studia.